# Vĩ độ
Vĩ độ (Tiếng Anh: latitude) thường được ký hiệu bằng chữ cái phi ({\displaystyle \phi \,\!}) trong bảng chữ cái Hy Lạp, là giá trị xác định vị trí của một điểm trên bề mặt Trái Đất (hay các hành tinh khác) ở phía bắc hay phía nam của xích đạo. Vĩ tuyến là các đường nằm ngang được chỉ ra trên các bản đồ chạy theo hướng đông-tây. Về mặt toán học, vĩ độ là giá trị góc tính bằng độ (ký hiệu °) và/hoặc các đơn vị nhỏ hơn (như phút, giây v.v) nằm trong khoảng từ 0° ở xích đạo tới 90° ở hai cực (90° vĩ bắc đối với Bắc cực hay 90° vĩ nam cho Nam cực của Trái Đất). Góc phụ nhau của vĩ độ gọi là độ dư vĩ. Có thể hiểu đơn giản là đường thẳng nằm ngang cách bề mặt so với trục Trái Đất về phía Bắc và Nam áp chí tuyến.

## Vĩ tuyến
Mọi vị trí có cùng vĩ độ được coi là nằm trên cùng một vĩ tuyến do chúng là đồng phẳng, và mọi mặt phẳng như thế là song song với mặt phẳng xích đạo. Các vĩ tuyến trên Trái Đất mà không phải đường xích đạo đều gần đúng là các vòng tròn nhỏ trên bề mặt nó; chúng không phải là các đường trắc địa do hành trình ngắn nhất giữa hai điểm cùng vĩ độ sẽ là đường cong hơi lồi về phía cực gần nhất, đầu tiên là chuyển động ra xa khỏi xích đạo và sau đó quay trở lại gần với đường này (xem thêm vòng tròn lớn).

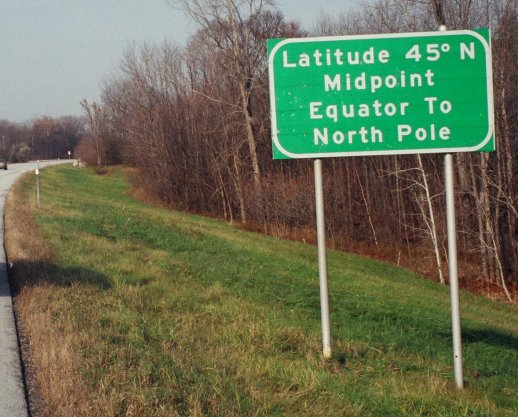
Biển báo vĩ độ 45 tại phía bắc Vermont, đông bắc Hoa Kỳ.

Một vĩ độ cụ thể nào đó có thể kết hợp cùng kinh độ cụ thể để chỉ ra vị trí chính xác của một điểm trên bề mặt Trái Đất (xem thêm Hệ thống vệ tinh định vị toàn cầu).

### Các vĩ tuyến quan trọng
Ngoài xích đạo, còn 4 vĩ tuyến khác cũng được đặt tên cụ thể do vai trò của chúng trong quan hệ hình học giữa Trái Đất với Mặt Trời (kỷ nguyên J2000):
- Vòng Bắc cực — 66° 33′ 39″ vĩ bắc
- Chí tuyến Bắc — 23° 26′ 21″ vĩ bắc
- Chí tuyến Nam — 23° 26′ 21″ vĩ nam
- Vòng Nam cực — 66° 33′ 39″ vĩ nam

Chỉ tại các vĩ độ nằm trong khoảng giữa hai đường chí tuyến thì người ta mới có cơ hội thấy Mặt Trời có thể lên tới thiên đỉnh. Bên cạnh đó, chỉ tại các vĩ độ ở cao hơn về phía bắc của vòng Bắc cực hay về phía nam của vòng Nam cực thì ngày vùng cực mới có khả năng tồn tại. Lưu ý là khái niệm ngày vùng cực khác với khái niệm đêm trắng do đêm trắng có thể quan sát được trong khoảng thời gian gần ngày hạ chí ở các vĩ độ từ 60° trở lên, dù Mặt Trời có thể xuống tới 6° dưới đường chân trời.
Lý do mà các vĩ tuyến quan trọng này có giá trị như thế là do độ nghiêng trục của Trái Đất so với Mặt Trờ
Cũng lưu ý thêm rằng các giá trị đo theo độ của v

## Phân chia
Mỗi độ được phân chia tiếp thành 60 phút. Một phút lại có thể phân chia tiếp thành 60 giây. Một ví dụ cụ thể cho vĩ độ viết theo kiểu này là 13°19'43″ vĩ bắc (để có độ chính xác cao hơn thì các phần thập phân cũng có thể thêm vào giây). Một kiểu biểu diễn khác chỉ dùng độ và phút còn giây thì được biểu diễn như là phần thập phân của phút: ví dụ trên đây có thể biểu diễn như là 13°19.717' vĩ bắc. Ngoài ra, người ta cũng có thể biểu diễn vĩ độ chỉ bằng độ, với cả phút và giây tạo thành phần thập phân của độ và được làm tròn tùy theo nhu cầu về độ chính xác: ví dụ 13,32861° vĩ bắc. Đôi khi, người ta bỏ vĩ bắc/vĩ nam và thay thế bằng dấu âm cho các vĩ độ nam (ví dụ −90° cho Nam cực).

## Tác động của vĩ độ

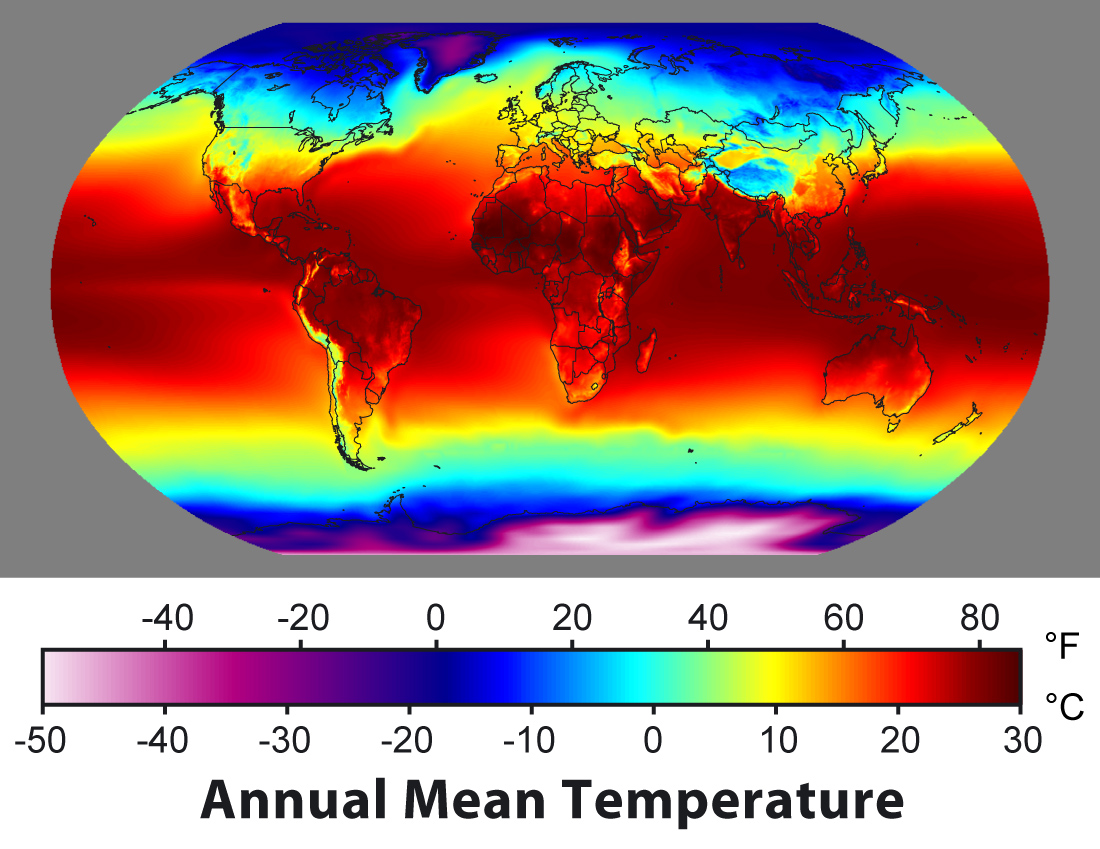
Nhiệt độ trung bình thay đổi mạnh theo vĩ độ.

Vĩ độ của một khu vực nào đó có ảnh hưởng lớn tới khí hậu và thời tiết của khu vực đó (xem Tác động của góc Mặt Trời lên khí hậu). Vĩ độ cũng xác định (lỏng lẻo hơn) các xu hướng trong cực quang, gió thịnh hành và các đặc trưng tự nhiên khác của các vị trí địa lý.
Các nhà nghiên cứu tại Trung tâm phát triển quốc tế Harvard (CID) phát hiện năm 2001 rằng chỉ 3 nền kinh tế vùng nhiệt đới — Hồng Kông, Singapore và Đài Loan — được World Bank phân loại như là thu nhập cao, trong khi tất cả các quốc gia trong các khu vực gọi là ôn đới đều là các nền kinh tế thu nhập trung hay cao bằng việc truy tìm mối quan hệ giữa khí hậu, ảnh hưởng của bệnh tật, năng suất trong nông nghiệp đối với thành công kinh tế.

## Các tham số elip
Phần lớn các hành tinh (kể cả Trái Đất) đều là các elipxoit xoay vòng, hay hình phỏng cầu, chứ không phải hình cầu, nên các giá trị của bán kính và độ dài cung biến thiên theo vĩ độ. Sự biến thiên này đòi hỏi phải có việc đưa vào các tham số elip dựa trên độ lệch tâm góc, {\displaystyle o\!\varepsilon \,\!} (bằng {\displaystyle \scriptstyle {\arccos({\frac {b}{a}})}\,\!}, trong đó {\displaystyle a\;\!} và {\displaystyle b\;\!} là các bán kính tại xích đạo và cực; {\displaystyle \scriptstyle {\sin(o\!\varepsilon )^{2}}\;\!} là độ lệch tâm bậc nhất bình phương, {\displaystyle {e^{2}}\;\!}; và {\displaystyle \scriptstyle {2\sin({\frac {o\!\varepsilon }{2}})^{2}}\;\!} hay {\displaystyle \scriptstyle {1-\cos(o\!\varepsilon )}\;\!} là độ dẹt, {\displaystyle {f}\;\!}). Sử dụng trong tạo ra tích phân cho suất cong là nghịch đảo của tích phân elip, {\displaystyle E'\;\!}:
{\displaystyle n'(\phi )={\frac {1}{E'(\phi )}}={\frac {1}{\sqrt {1-\sin ^{2}(\phi )\sin ^{2}(o\!\varepsilon )}}};\,\!}
{\displaystyle {\begin{aligned}M(\phi )&=a\cdot \cos ^{2}(o\!\varepsilon )n'(\phi )^{3}={\frac {(ab)^{2}}{{\Big (}a^{2}\cos ^{2}(\phi )+b^{2}\sin ^{2}(\phi ){\Big )}^{3/2}}};\\N(\phi )&=a{\cdot }n'(\phi )={\frac {a^{2}}{\sqrt {a^{2}\cos ^{2}(\phi )+b^{2}\sin ^{2}(\phi )}}};\end{aligned}}\,\!}

## Chiều dài của một độ cung
Chiều dài của một độ cung trong khác biệt về vĩ độ theo hướng bắc-nam, {\displaystyle \scriptstyle {\Delta \phi }\;\!}, là khoảng 60 hải lý hay 111 kilômét hoặc 69 dặm Anh tại bất kỳ vĩ độ nào. Chiều dài của một độ cung trong khác biệt về kinh độ theo chiều đông tây, {\displaystyle \scriptstyle {\cos(\phi )\Delta \lambda }\;\!}, tại xích đạo là xấp xỉ con số nêu trên nhưng giảm dần tới 0 tại hai cực.
Trong trường hợp hình phỏng cầu, một kinh tuyến và kinh tuyến đối diện của nó tạo thành một hình elip, do vậy biểu thức chính xác cho chiều dài của một độ cung vĩ độ sẽ là:
{\displaystyle {\frac {\pi }{180^{\circ }}}M(\phi )\;\!}
Bán kính cung nằm trong mặt phẳng kinh tuyến,và được biết đến như là bán kính suất cong kinh tuyến, {\displaystyle M\;\!}.
Tương tự, biểu thức chính xác cho chiều dài của một độ cung vĩ độ là:
{\displaystyle {\frac {\pi }{180^{\circ }}}\cos(\phi )N(\phi )\;\!}
Bán kính cung tại đây nằm trong mặt phẳng của mặt phẳng thẳng đứng gốc, là mặt phẳng chạy theo hướng đông-tây và vuông góc ("trực giao") với cả mặt phẳng kinh tuyến lẫn mặt phẳng tiếp xúc với bề mặt của elipxoit, và nó được biết đến như là bán kính trực giao của suất cong, {\displaystyle N\;\!}.
Dọc theo xích đạo (đông-tây), {\displaystyle N\;\!} bằng bán kính tại xích đạo. Bán kính của suất cong tại góc vuông với mặt phẳng xích đạo (bắc-nam), {\displaystyle M\;\!}, là ngắn hơn 43 km, vì thế độ dài của một độ theo vĩ độ tại xích đạo là khoảng 1 km ngắn hơn độ dài của một độ theo kinh độ tại xích đạo. Các bán kính của suất cong là tương đương tại vùng cực, nơi chúng dài hơn khoảng 64 km so với bán kính tại xích đạo theo hướng bắc-nam của suất cong do bán kính tại cực là 21 km nhỏ hơn so với bán kính tại xích đạo. Các bán kính vùng cực nhỏ hơn chỉ ra rằng bắc và nam bán cầu bị dẹt hơn, làm cho các bán kính suất cong của chúng phải dài hơn. Sự dẹt này cũng 'bó chặt' bán kính xích đạo theo hướng bắc-nam của suất cong, làm cho nó ngắn hơn bán kính xích đạo khoảng 43 km. Cả hai bán kính suất cong đều vuông góc với mặt phẳng tiếp xúc với bề mặt của elipxoit tại mọi vĩ độ, hướng thẳng về điểm nằm trên trục cực tại bán cầu đối diện (ngoại trừ xích đạo khi đó các điểm hướng thẳng về tâm Trái Đất). Bán kính suất cong theo chiều đông-tây đạt tới trục, trong khi bán kính suất cong theo chiều bắc-nam là ngắn hơn tại mọi vĩ độ, ngoại trừ tại hai cực.
Elipxoit WGS84, được tất cả các thiết bị của GPS sử dụng, lấy các giá trị cho bán kính xích đạo là 6.378.137,0 m và độ dẹt nghịch đảo, (1/f) bằng 298,257223563, vì thế bán kính cực của nó bằng 6.356.752,3142 m và bình phương độ lệch tâm bậc nhất của nó bằng 0,00669437999014. Elipxoit gần đây nhưng ít được sử dụng là IERS 2003 lấy giá trị của bán kính xích đạo và cực tương ứng là 6.378.136,6 và 6.356.751,9 m, và giá trị độ dẹt nghịch đảo bằng 298,25642. Các độ dài của các độ trên các elipxoit WGS84 và IERS 2003 là như nhau khi làm tròn tới 6 chữ số có nghĩa. Các con số tính toán thích hợp cho bất kỳ vĩ độ nào được Cục tình báo địa không gian quốc gia Hoa Kỳ (NGA) cung cấp.
| Vĩ độ | Bán kính Bắc-Nam của suất cong {\displaystyle M\;\!} | Khoảng cách bề mặt trên 1° thay đổi về vĩ độ | Bán kính Đông-Tây của suất cong {\displaystyle N\;\!} | Khoảng cách bề mặt trên 1° thay đổi về kinh độ |
| ----- | ---------------------------------------------------- | -------------------------------------------- | ----------------------------------------------------- | ---------------------------------------------- |
| 0°    | 6.335,44 km                                          | 110,574 km                                   | 6.378,14 km                                           | 111,320 km                                     |
| 15°   | 6.339,70 km                                          | 110,649 km                                   | 6.379,57 km                                           | 107,551 km                                     |
| 30°   | 6.351,38 km                                          | 110,852 km                                   | 6.383,48 km                                           | 96,486 km                                      |
| 45°   | 6.367,38 km                                          | 111,132 km                                   | 6.388,84 km                                           | 78,847 km                                      |
| 60°   | 6.383,45 km                                          | 111,412 km                                   | 6.394,21 km                                           | 55,800 km                                      |
| 75°   | 6.395,26 km                                          | 111,618 km                                   | 6.398,15 km                                           | 28,902 km                                      |
| 90°   | 6.399,59 km                                          | 111,694 km                                   | 6.399,59 km                                           | 0,000 km                                       |

## Các kiểu vĩ độ
Với hình phỏng cầu mà hơi bị bẹt do sự tự quay của nó, các nhà vẽ bản đồ thường đề cập tới một loạt các loại vĩ độ bổ trợ để có thể mô phỏng hình chiếu cầu chính xác theo mục đích của họ.
Đối với các hành tinh khác (không phải Trái Đất), chẳng hạn như Sao Hỏa, vĩ độ địa lý và vĩ độ địa tâm được gọi tương ứng là "vĩ độ địa lý hành tinh" và "vĩ độ tâm hành tinh". Phần lớn các bản đồ Sao Hỏa kể từ năm 2002 sử dụng các tọa độ tâm hành tinh.

### "Vĩ độ" thông thường
Trong sử dụng thông thường, "vĩ độ" nói tới vĩ độ trắc địa hay vĩ độ địa lý {\displaystyle \phi \,\!} và là góc giữa mặt phẳng xích đạo và đường thẳng vuông góc với elipxoit tham chiếu, xấp xỉ giống như hình dáng Trái Đất có tính toán tới độ dẹt tại hai cực và độ phồng ra tại xích đạo.
Các biểu thức dưới đây giả định các mặt cắt vùng cực hình elip và mọi mặt cắt song song với mặt phẳng xích đạo đều là hình tròn. Vĩ độ địa lý (cùng với kinh độ) sau đó được chuyển qua ánh xạ Gauss.

### Vĩ độ rút gọn
- Trong hình phỏng cầu, các đường vĩ độ rút gọn hay vĩ độ tham số, {\displaystyle \beta \,\!}, tạo ra các hình tròn mà bán kính của chúng là giống như bán kính của các hình tròn tạo thành bởi các đường vĩ độ tương ứng trên hình cầu với bán kính tương đương với bán kính xích đạo của hình phỏng cầu.

{\displaystyle \beta =\arctan {\Big (}\cos(o\!\varepsilon )\tan(\phi ){\Big )};\,\!}

### Vĩ độ bảo toàn diện tích
- Vĩ độ bảo toàn diện tích, {\displaystyle \xi \,\!}, tạo ra một biến đổi bảo toàn diện tích sang hình cầu.

{\displaystyle {\widehat {S}}(\phi )^{2}={\frac {1}{2}}b^{2}\left(\sin(\phi )n'(\phi )^{2}+{\frac {\ln {\bigg (}n'(\phi ){\Big (}1+\sin(\phi )\sin(o\!\varepsilon ){\Big )}{\bigg )}}{\sin(o\!\varepsilon )}}\right);\,\!}
{\displaystyle {\begin{aligned}\xi &=\arcsin \!\left({\frac {{\widehat {S}}(\phi )^{2}}{{\widehat {S}}(90^{\circ })^{2}}}\right),\\&=\arcsin \!\left({\frac {\sin(\phi )\sin(o\!\varepsilon )n'(\phi )^{2}+\ln {\Big (}n'(\phi ){\big (}1+\sin(\phi )\sin(o\!\varepsilon ){\big )}{\Big )}}{\sin(o\!\varepsilon )\sec(o\!\varepsilon )^{2}+\ln {\Big (}\sec(o\!\varepsilon ){\big (}1+\sin(o\!\varepsilon ){\big )}{\Big )}}}\right);\end{aligned}}\,\!}

### Vĩ độ cầu trường
- Vĩ độ cầu trường, {\displaystyle \mu \,\!}, là khoảng cách bề mặt từ xích đạo, vẽ theo tỷ lệ sao cho vùng cực là 90°, nhưng kéo theo tích phân elip:

 {\displaystyle \mu ={\frac {\;\int _{0}^{\phi }\;M(\theta )\,d\theta }{{\frac {2}{\pi }}\int _{0}^{90^{\circ }}M(\phi )\,d\phi }}={\frac {\pi }{2}}\cdot {\frac {\;\int _{0}^{\phi }\;n'(\theta )^{3}\,d\theta }{\int _{0}^{90^{\circ }}n'(\phi )^{3}\,d\phi }};\,\!}

### Vĩ độ bảo toàn góc
- Vĩ độ bảo toàn góc, {\displaystyle \chi \,\!}, tạo ra sự biến đổi bảo toàn góc sang hình cầu.

{\displaystyle \chi =2\cdot \arctan \left({\sqrt {{\frac {1+\sin(\phi )}{1-\sin(\phi )}}\cdot \left({\frac {1-\sin(\phi )\sin(o\!\varepsilon )}{1+\sin(\phi )\sin(o\!\varepsilon )}}\right)^{\!\!\sin(o\!\varepsilon )}}}^{\color {white}|}\;\right)-{\frac {\pi }{2}};\;\!}

### Vĩ độ địa tâm
- Vĩ độ địa tâm, {\displaystyle \psi \,\!}, là góc giữa mặt phẳng xích đạo và đường thẳng từ tâm Trái Đất tới điểm đã cho.

{\displaystyle \psi =\arctan {\Big (}\cos(o\!\varepsilon )^{2}\tan(\phi ){\Big )}.\;\!}

### So sánh các loại vĩ độ
Biểu đồ dưới đây chỉ ra các khác biệt giữa các kiểu vĩ độ. Các dữ liệu đã dùng được tìm thấy trong bảng phía dưới biểu đồ. Lưu ý rằng các giá trị trong bảng là phút, không phải độ, và biểu đồ cũng phản ánh theo điều này. Cũng lưu ý thêm rằng các biểu tượng bảo toàn góc bị ẩn phía sau các biểu tượng địa tâm do chúng rất gần sát nhau về giá trị.
| Khác biệt xấp xỉ so với vĩ độ địa lý ("Lat") | Khác biệt xấp xỉ so với vĩ độ địa lý ("Lat") | Khác biệt xấp xỉ so với vĩ độ địa lý ("Lat")      | Khác biệt xấp xỉ so với vĩ độ địa lý ("Lat") | Khác biệt xấp xỉ so với vĩ độ địa lý ("Lat") | Khác biệt xấp xỉ so với vĩ độ địa lý ("Lat") |
| Lat {\displaystyle \phi \,\!}                | Rút gọn {\displaystyle \phi -\beta \,\!}     | Bảo toàn diện tích {\displaystyle \phi -\xi \,\!} | Cầu trường {\displaystyle \phi -\mu \,\!}    | Bảo toàn góc {\displaystyle \phi -\chi \,\!} | Địa tâm {\displaystyle \phi -\psi \,\!}      |
| -------------------------------------------- | -------------------------------------------- | ------------------------------------------------- | -------------------------------------------- | -------------------------------------------- | -------------------------------------------- |
| 0°                                           | 0,00′                                        | 0,00′                                             | 0,00′                                        | 0,00′                                        | 0,00′                                        |
| 5°                                           | 1,01′                                        | 1,35′                                             | 1,52′                                        | 2,02′                                        | 2,02′                                        |
| 10°                                          | 1,99′                                        | 2,66′                                             | 2,99′                                        | 3,98′                                        | 3,98′                                        |
| 15°                                          | 2,91′                                        | 3,89′                                             | 4,37′                                        | 5,82′                                        | 5,82′                                        |
| 20°                                          | 3,75′                                        | 5,00′                                             | 5,62′                                        | 7,48′                                        | 7,48′                                        |
| 25°                                          | 4,47′                                        | 5,96′                                             | 6,70′                                        | 8,92′                                        | 8,92′                                        |
| 30°                                          | 5,05′                                        | 6,73′                                             | 7,57′                                        | 10,09′                                       | 10,09′                                       |
| 35°                                          | 5,48′                                        | 7,31′                                             | 8,22′                                        | 10,95′                                       | 10,96′                                       |
| 40°                                          | 5,75′                                        | 7,66′                                             | 8,62′                                        | 11,48′                                       | 11,49′                                       |
| 45°                                          | 5,84′                                        | 7,78′                                             | 8,76′                                        | 11,67′                                       | 11,67′                                       |
| 50°                                          | 5,75′                                        | 7,67′                                             | 8,63′                                        | 11,50′                                       | 11,50′                                       |
| 55°                                          | 5,49′                                        | 7,32′                                             | 8,23′                                        | 10,97′                                       | 10,98′                                       |
| 60°                                          | 5,06′                                        | 6,75′                                             | 7,59′                                        | 10,12′                                       | 10,13′                                       |
| 65°                                          | 4,48′                                        | 5,97′                                             | 6,72′                                        | 8,95′                                        | 8,96′                                        |
| 70°                                          | 3,76′                                        | 5,01′                                             | 5,64′                                        | 7,52′                                        | 7,52′                                        |
| 75°                                          | 2,92′                                        | 3,90′                                             | 4,39′                                        | 5,85′                                        | 5,85′                                        |
| 80°                                          | 2,00′                                        | 2,67′                                             | 3,00′                                        | 4,00′                                        | 4,01′                                        |
| 85°                                          | 1,02′                                        | 1,35′                                             | 1,52′                                        | 2,03′                                        | 2,03′                                        |
| 90°                                          | 0,00′                                        | 0,00′                                             | 0,00′                                        | 0,00′                                        | 0,00′                                        |

### Vĩ độ thiên văn
Phép đo mơ hồ hơn cho vĩ độ là vĩ độ thiên văn, là góc giữa mặt phẳng xích đạo và đường vuông góc với geoit (thể địa cầu) hay đường dây rọi. Nó bắt nguồn từ góc giữa đường chân trời và sao Bắc cực. Nó chỉ khác với vĩ độ trắc địa một chút rất nhỏ, do các biến dạng nhỏ của thể địa cầu so với hình elipxoit tham chiếu.
Vĩ độ thiên văn không nên nhầm lẫn với xích vĩ, tọa độ mà các nhà thiên văn sử dụng để mô tả vị trí của các ngôi sao ở phía bắc hay nam của thiên xích đạo (xem hệ tọa độ xích đạo), cũng không phải hoàng vĩ, tọa độ các nhà thiên văn dùng để mô tả vị trí của các ngôi sao ở phía bắc hay nam đường hoàng đạo (xem hệ tọa độ hoàng đạo).

### Vĩ độ cổ
Các châu lục di chuyển theo thời gian, do trôi dạt lục địa, mang theo những gì đã hóa thạch và các đặc trưng đáng quan tâm khác mà chúng có thể có. Một cách cụ thể khi thảo luận về các hóa thạch, thường là sẽ có ích hơn khi biết hóa thạch có tại nơi nào khi chúng bị vùi lấp xuống thay vì biết nơi chúng được đào bới lên: điều này được gọi là cổ vĩ độ hay vĩ độ cổ của hóa thạch. Vĩ độ cổ có thể xác định nhờ các dữ liệu cổ từ trường. Nếu các hạt nhỏ có thể nhiễm từ là tồn tại khi đá được tạo ra, chúng sẽ hướng chính chúng theo từ trường Trái Đất khi đó giống như các kim của la bàn. Từ kế có thể luận ra hướng của các hạt nhỏ này bằng cách đưa mẫu vật vào trong từ trường, và độ từ thiên của các hạt này có thể sử dụng để suy luận ra vĩ độ ban đầu của trầm tích.

### Hiệu chỉnh cho cao độ

Đường IH là vuông góc với hình phỏng cầu tại điểm H. Góc nó tạo thành với xích đạo tương ứng với vĩ độ trắc địa.

Khi chuyển đổi từ vĩ độ trắc địa ("thông thường"), các hiệu chỉnh cần phải được thực hiện theo cao độ của các hệ thống không đo góc từ đường trực giao của hình phỏng cầu. Trong hình ở bên phải, điểm H (nằm trên bề mặt hình phỏng cầu) và điểm H' (nằm ở một độ cao lớn hơn nào đó) có các vĩ độ địa tâm khác nhau (tương ứng là các góc β và γ), mặc dù chúng chia sẻ cùng một vĩ độ trắc địa (góc α). (Lưu ý rằng độ dẹt của hình phỏng cầu và cao độ của điểm H' là lớn hơn đáng kể so với những gì thấy trên Trái Đất, sự thổi phồng các sai số nói chung tìm thấy trong những tính toán như thế.)